# Love Song (canção de Michel Teló)
"Love Song" é uma canção do cantor brasileiro Michel Teló do álbum Sunset (2013). Foi composta por Carlos Rafael de Oliveira e lançada em 26 de dezembro de 2014 no iTunes.

## Desempenho nas tabelas musicais
| Tabela musical (2013)                       | Melhor posição |
| ------------------------------------------- | -------------- |
| Brasil - (Billboard Brasil Hot 100 Airplay) | 3              |